# Municipio de Pleasant Valley (Illinois)
El municipio de Pleasant Valley (en inglés: Pleasant Valley Township) es un municipio ubicado en el condado de Jo Daviess en el estado estadounidense de Illinois. En el año 2010 tenía una población de 273 habitantes y una densidad poblacional de 2,88 personas por km².

## Geografía
El municipio de Pleasant Valley se encuentra ubicado en las coordenadas 42°14′27″N 90°2′15″O / 42.24083, -90.03750. Según la Oficina del Censo de los Estados Unidos, el municipio tiene una superficie total de 94.95 km², de la cual 94,95 km² corresponden a tierra firme y (0 %) 0 km² es agua.

## Demografía
Según el censo de 2010, había 273 personas residiendo en el municipio de Pleasant Valley. La densidad de población era de 2,88 hab./km². De los 273 habitantes, el municipio de Pleasant Valley estaba compuesto por el 93,04 % blancos, el 2,93 % eran afroamericanos, el 0,73 % eran asiáticos, el 0,37 % eran de otras razas y el 2,93 % eran de una mezcla de razas. Del total de la población el 5,49 % eran hispanos o latinos de cualquier raza.